# Aureilhan, Landes

Aureilhan este o comună în departamentul Landes din sud-vestul Franței. În 2009 avea o populație de 935 de locuitori.

## Evoluția populației
| An        | 1975 | 1982 | 1990 | 1999 | 2006 | 2009 |
| --------- | ---- | ---- | ---- | ---- | ---- | ---- |
| Populație | 482  | 504  | 562  | 640  | 831  | 935  |